# Ludwig Straus
Pour les articles homonymes, voir Straus.
Ludwig Straus, né le 28 mars 1835 et mort le 23 octobre 1899, est un violoniste autrichien.

## Biographie
Ludwig Straus naît à Pressburg. Il étudie au Conservatoire de Vienne de 1843 à 1848, comme élève de Böhm ; fait sa première apparition en 1850 et, cinq ans après, fait une tournée en Italie; en 1857, il fait la connaissance de son ami, le violoncelliste Piatti, et part en tournée avec lui en Allemagne et en Suède. De 1860 à 1864, il est premier-violon à Francfort et, pendant ces années, il se rend fréquemment en Angleterre, où il est élu domicile en 1864.
Il est pendant de nombreuses années le chef de l'orchestre de Halle à Manchester et une figure familière des concerts populaires de Londres. Il est le premier violon du Queen's Band. Il prend sa retraite en raison de problèmes de santé en 1893 et, depuis ce moment jusqu'à sa mort, vit à Cambridge.
Son jeu, tant au violon qu'à l'alto, avait de très grandes qualités ; il était parfait au sein d'un ensemble, et son pouvoir d'effacement était en accord avec sa douce disposition et avec l'amour pur de l'art qui le distinguait dans la vie. Il était connu pour sa nature aimable et son influence discrète dans son travail a affecté son temps.
Il est l'oncle et le tuteur de la chimiste Ida Freund. Sa succession fournit ensuite de l'argent au Royal Manchester College of Music.